# Державна Рада Російської імперії

Малий герб Російської імперії (1883 р.)

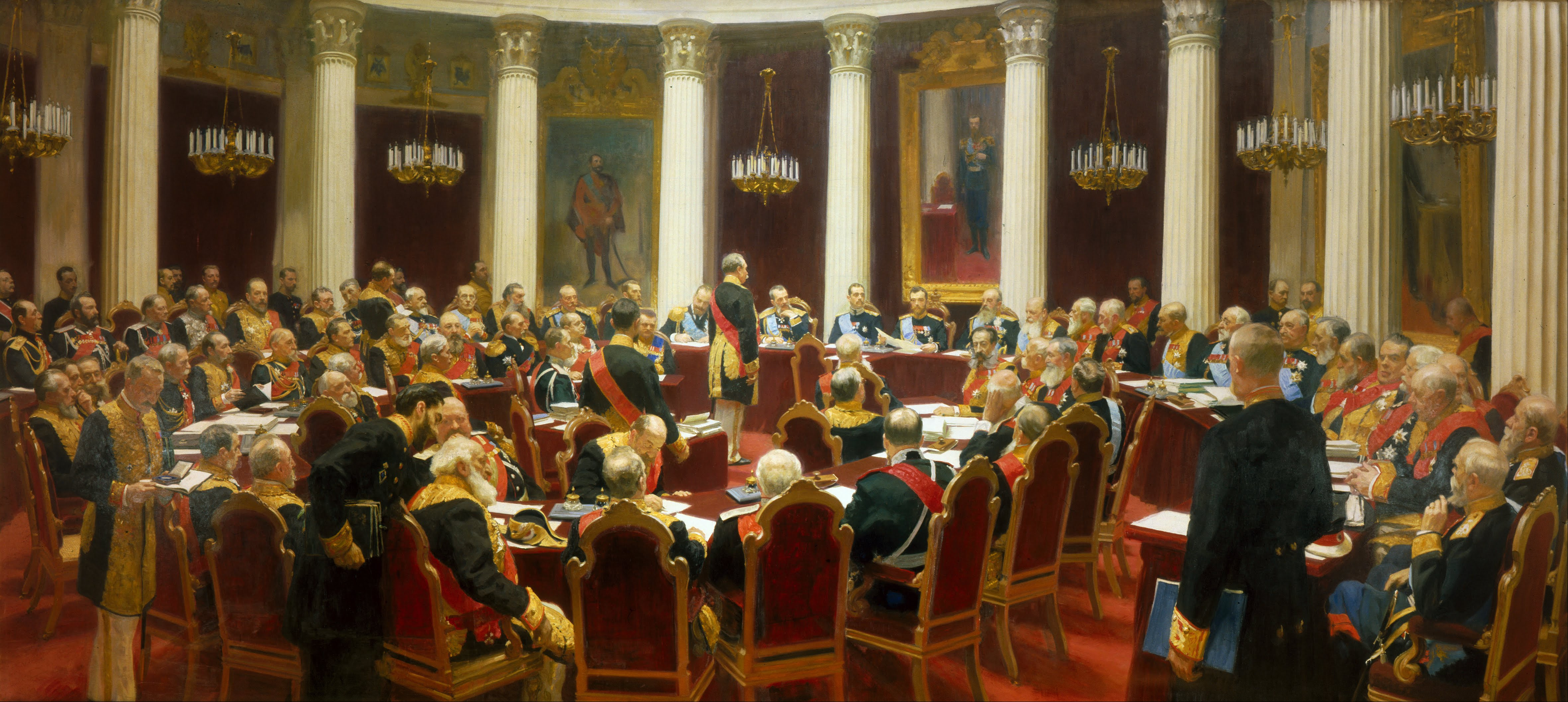
І. Ю. Репін.

Держа́вна ра́да Росі́йської імпе́рії (рос. Государственный совет Российской империи) — найвищий законодорадчий орган Російської імперії, що діяв у 1810—1917.
Про створення Державної ради було оголошено маніфестом «Утворення Державної ради» імператора Олександра I, виданим 1 (13) січня 1810 року. Попередником Державної ради була Неодмінна рада (рос. Непременный совет), що була заснована 30 березня (11 квітня) 1801 року і яка неофіційно також називалася Державною радою, тому дату заснування останнього інколи відносять до 1801 року.
Державна рада розглядала внесені міністрами законопроєкти до їх затвердження імператором, кошториси та штати державних установ та ін.
Від 1906 існувала паралельно з Державною думою; половина складу Державної ради обиралася, половина призначалася.

## Повноваження і структура
Державна рада розглядала наступне:
- нові закони або законодавчі пропозиції, пропозиції змін у вже прийняті закони;
- питання внутрішнього управління, які вимагали скасування, обмеження, доповнення або роз'яснення вже діючих законів;
- питання внутрішньої та зовнішньої політики у надзвичайних обставинах;
- щорічний кошторис загальних державних приходів та витрат (з 1862 р. — державних доходів та витрат);
- звіти Державного контролю за виконанням доходів та витрат (з 1836 р.);
- надзвичайні фінансові заходи та ін.

Державна рада складалася із загальних зборів, Державної канцелярії, департаментів та постійних комісій. Окрім того, при раді діяли різні тимчасові спеціальні наради, комітети, комісії.

## Очільники Державної Ради

### У 1810—1906 роках
1. Граф Микола Румянцев (1810—1812)
2. Князь Микола Салтиков (1812—1816)
3. Найсвітліший князь Петро Лопухін (1816—1827)
4. Князь Віктор Кочубей (1827—1834)
5. Граф Микола Новосильцев (1834—1838)
6. Князь Іларіон Васильчиков (1838—1847)
7. Граф Василь Левашов (1847—1848)
8. Найсвітліший князь Олександр Чернишов (1848—1856)
9. Князь Олексій Орлов (1856—1861)
10. Граф Дмитро Блудов (1862—1864)
11. Князь Павло Гагарін (1864—1865)
12. Великий князь Костянтин Романов (1865—1881)
13. Великий князь Михайло Романов (1881—1905)
14. Граф Дмитро Сольський (1905—1906)

### У 1906—1917 роках
1. Едуард Фріш (1906—1907)
2. Михайло Акімов (1907—1914)
3. Іван Голубєв (т.в.о. 1914—1915)
4. Анатолій Куломзін (1915—1916)
5. Іван Щегловітов (1917)